# 畑中しんじろう
畑中しんじろう（はたなか しんじろう、1982年5月5日 - ）は、日本の元お笑い芸人。本名、畑中 慎二郎（はたなか しんじろう）。かつての所属事務所はよしもとクリエイティブ・エージェンシー（東京吉本）、LOL、トリプルワン。北海道を拠点に活動する。

## 来歴
北海道出身。小学生時代からザ・ドリフターズや、ダウンタウンが憧れだったこともあり、当時の作文で『将来は吉本に入りたい』と書いていたこともあった。
かつては同期の松橋周太呂とのコンビ『しんしゅう』として、その後同じく同期の現パンサーの菅良太郎とのコンビ『ハイアンドロー』として活動していたが、2007年3月に解散。その後、後述のアイドルキャラを確立してピン芸人として活動。2008年1月2日放送の『新春大売出し!さんまのまんま』（関西テレビ・フジテレビ）に『今田耕司のお薦め芸人』の番外編として出演（正規のお薦め芸人はエド・はるみ、渡辺直美、もう中学生）。今田に"吉本一の男前"と紹介される。以後、テレビに出演する機会があり、「よしもと男前ランキング2008」にもランクインした。
2012年5月に、1期後輩のブレーメン岡部と『町のベーカリーズ』結成を発表。2013年4月2日のツイッターにて、町のベーカリーズ解散を発表。解散後は吉本興業を退社し地元札幌に帰郷、しばらく芸人を休止してススキノでバーを経営した。相方の岡部はピン芸人に転向（のち「かたつむり」に加入）。
帰郷後はアフロンゲ丸山やカール鈴木など北海道の芸人と知り合ったことをきっかけに、北海道を拠点にタレント活動を再開した。2014年よりカール鈴木とのコンビ「しんちゃん&カール」として「笑RAPS」などのライブに断続的に出演。2015年3月、アフロンゲ丸山が代表を務める芸能プロダクション「北海笑事」（後に「LOL」に社名変更）に加入。また、札幌放送芸術＆ミュージック・ダンス専門学校（学校法人滋慶学園グループ）のお笑いコースの講師を担当。2016年にアフロンゲ丸山が死去し、LOLに所属の間、彼の相方とのユニット活動もピン芸人の活動と並行して行っていた。
2020年4月より札幌市の芸能事務所トリプルワンに、しろっぷ（元札幌吉本）とともに加入し、2022年まで在籍。
2022年より豊平区平岸でスタートした平岸ハイヤー主催のお笑いライブ「Hokkaido-1グランプリ」に「しんちゃん&カール」として出場し、5月の月間チャンピオンに輝く、その後9月のグランドチャンピオン大会では5組中最下位。

## 人物
- 血液型はA型。身長174cm。体重57kg。
- かつてはよしもと男前ランキングのランクイン常連であり、2010年度14位、2011年度第13位、2012年度第17位。2009年よしもと男前芸人ランキング第10位で同期の村上純（しずる）は、「僕が選ぶ本当の男前芸人」として名前を挙げている。
- 天然で抜けている部分があり、同期の囲碁将棋根建からは「男前のくせにバカというかわいい奴」、同じく同期のゆったり感江崎からは「おっとこまえのおばかさん」と評されたことがある。
- 好きな食べ物はとんこつラーメンとミニトマト。
- Tiktokでの活動も行っている。

## 芸風
- 衣装はピンクのタンクトップにハチマキ、白の短パン。更にローラーシューズを履いている場合もあり光GENJIを彷彿とさせる。本人曰く『アイドルだから』とのことである[5]。なお『タンクトップは女性用のを着ている』と話していたことがあった[2]。短パンは小学6年生用のものである。北海道に拠点を移してからもこの衣装は継続している。
- ネタはアイドルになりきったキャラクターで1人コントを演じることが多い。体から出てくるのは汗ではなく桃の天然水という設定。
- 2008年のTV初出演当時の芸風は、趣味の麻雀を題材としたネタであり、あと牌一つで役が揃う所まで来て『ウソだろこの手牌!』と言い、並んだ牌姿をリズムに乗せて読んだ後で『これってもしかして○○○（役名）?』と言って踊り、『●●（牌名）をツモれば○○○（役名）! 3、2、1』と言った後、ハズレの牌を取るというオチのパターン。これを色々なシチュエーションに当てはめて、麻雀ネタとほぼ同じ流れでショートコントを演じることもあった。
- その他には聖闘士星矢のテーマソング「ペガサス幻想」を歌いながら、ジェンガなど色々なパフォーマンスを行うネタがある。
- 舞台においてはタイガーマスクや勇者など様々な衣装でネタを展開することもあり、アイドルも数あるキャラクターの1つであることがうかがえる。
- 2008年には自身がリーダーを務める畑中アイドル軍団「KABUTO」を結成。リーダーのしんちゃんの他にメンバーは、エリートヤンキー・西島（にしじくん）、ジューシーズ・児玉（だまくん）、囲碁将棋・文田（文様）、井下好井・井下(イノッチ)、バース・近藤（こんちゃん）、モッキンバード・佐藤(ヨーヘイ)、ジャングルポケット・斉藤(CHS)、トレンディエンジェル・斎藤(GHS)、かたつむり・林（ダイケ）。また、かつてフルーツポンチ・亘（わたりくん）、山椒魚・小谷松（汁くん）も在籍していた[6]。

## 出演

### テレビ
- わかってちょーだい!（2007年　フジテレビ）再現VTRに役者として出演。
- 新春大売出し!さんまのまんま（2008年1月2日　関西テレビ制作・フジテレビ系）今田耕司のおすすめ芸人として出演。
- めざましテレビ（2008年　フジテレビ）

年始の「さんまのまんま」で紹介された芸人として渡辺直美と共にVTR出演。
- エンタの天使（日本テレビ）

第2回に出演、キャッチコピーは『UPテンポなファンキーboy』。この回は麻雀ネタとほぼ同じ流れで『学校の先生』のコントを演じた。
- 笑っていいとも!（フジテレビ）

2008年3月27日「人間プロファイリングQ ハメ込みナンバーズ」（ピン芸人の年収当て）に出演。2007年の芸能活動による年収はドラマのエキストラを中心に10万円だったことを明かす。
2009年7月20日
- 音笑!MMM（2009年1月27日　日本テレビ）
- やりすぎコージー（テレビ東京）

2008年7月5日「カウントダウン芸人2」で芸人300人に"今おもしろいネタ"をアンケートした結果、『聖闘士星矢を歌いながらライターに手をかざす』が6票で45位に。
- 今年も生だよ芸人集合 笑いっぱなし伝説（2009年1月1日　テレビ東京）「板尾ドミノ2009」で板尾軍団として出演。
- 本番で〜す!（2009年1月31日　テレビ東京）
- どーもキニナル!（2009年3月31日　フジテレビ）大林素子さんの元彼役で再現VTRに出演。
- Perfumeのシャンデリアハウス（2009年5月2日　日本テレビ）ハリセンボン近藤とのキスシーンもあった。
- U・LA・LA@7（2010年10月26日　TOKYO MX） 「よしもとうららちゃん」に出演。
- 新春大売出し!さんまのまんま（2011年1月2日　関西テレビ）
- スマイル!（2011年8月10日-   Eテレ）魔法使い「シン」役。
- 笑ってコラえて美女祭り3時間SP!（2015年3月18日 日本テレビ）
- 平岸我楽多団（2015年 - 2017年 北海道テレビ）
- まだ水曜でしょ（2017年 テレビ北海道）
- てつたくハウス（2018年9月5日 - 2020年3月、北海道テレビ）

### ラジオ
- バズレンジャーG5（2019年9月 - 2020年3月、エフエム北海道）
- ごきげんようじ（2021年4月 - 2022年3月、STVラジオ）レポーター

### 映画
- YOSHIMOTO DIRECTOR'S 100
  - 「ニュース」（後藤輝基（フットボールアワー）監督作品）
  - 「SECONDHAND」（清水圭監督作品）

### 舞台・ライブ
- ルミネtheよしもと
- AGE AGE LIVE（ヨシモト∞ホール）
- シチサンLIVE（ヨシモト∞ホール）
- LIVE STAND 08
- 〜畑中アイドル軍団結成式〜（2008年7月7日）
- LIVE STAND 10
- 神保町花月公演
  - ミックスナッツ 〜ナッツ・ミート・ナッツ〜（2008年9月30日 - 10月5日）
  - ミックスナッツ#2 〜バカでもいい バカがいい〜（2008年10月29日 - 11月3日）
  - ミックスナッツ#3 変わらないこと 変えること（2008年11月26日 - 12月1日）
  - 三十路少年（2008年12月16日 - 12月21日）
  - 願わくば、幸せに（2009年11月11日 - 11月16日）
- 露出狂（2012年7月26日 - 8月4日）

### 雑誌
- 女性自身（光文社、2008年3月18日号）
- 宣伝会議（宣伝会議、2008年6月1日号）
- smart FACE（宝島社、2008年7月20日号）